# أثر الإيمان في حياة الفرد (كتاب)
أثر الإيمان في حياة الفرد  كتاب من تأليف الدكتور يوسف القرضاوي.
يوضح هذا الكتاب أن الإيمان هو الطريق الذي لا مناص منه والطريق الوحيدالذي ينبغي للمسلم اتباعه حتي يصل الي جميع أهدافه ويحقق النجاح في الدنيا والآخرة، إنه الطريق إلى السعادة ونحو حياة طيبة، إنه متانة الخلق والأخلاق المتينة، إنه روح الحياة وحياة الروح، إنه جمال العالم وعالم الجمال، إنه نور الطريق وطريق النور. يناقش هذا الكتاب الإيمان وأثره في حياة الفرد وكيف أنه يساعده في أن يحيا حياة سعيدة في جميع الظروف، كما أنه يمده بالسَكِينة والأمان والرضا والأمل والحب والثبات عند الشدائد.

## وصلات خارجية
- الكتاب مترجم باللغة الإنجليزية